# Асеев, Михаил Ильич
Михаил Ильич Асеев (14.12.1918 — 05.12.1971) — советский военнослужащий, участник Великой Отечественной войны, полный кавалер ордена Славы, воздушный стрелок самолёта Ил-2 74-го гвардейского штурмового авиационного полка. На момент присвоения ордена Славы I степени — гвардии старший сержант; позднее старшина.

## Биография
Родился 14 декабря 1918 года в городе Воронеж. Окончил 5 классов. Работал пекарем, затем на мясокомбинате заведующим базой.
В октябре 1939 года призван в армию Кагановическим райвоенкоматом города Воронеж, службу проходил в войсках НКВД. В 1940 переведен в школу младший авиационных специалистов.
В боях Великой Отечественной войны с июня 1941 года. Участник Сталинградской битвы. К лету 1942 года красноармеец Асеев служил в составе 840-го батальона авиационного обслуживания в 8-й воздушной армии. При отражении налета на аэродром был ранен. После госпиталя прошел подготовку на воздушного стрелка самолёта Ил-2.
С октября 1943 года — воздушный стрелок самолёта Ил-2 74-го гвардейского штурмового авиационного полка. В составе этой части прошел до победы, воевал на Южном, 4-м Украинском и 3-м Белорусском фронтах.
За первые два месяца, октябрь-декабрь 1943 года, в качестве воздушного стрелка произвел 28 успешных боевых вылетов, отбил все атаки вражеских истребителей и не допустил потери своего боевого самолёта. Был ранен осколками зенитного снаряда, но продолжал выполнять боевое задание, остался в строю. Награждён орденом Красной Звезды.
В начале 1944 года в составе полка участвовал в боевых вылетах для ударов по аэродромам, железнодорожным станциям и узлам сопротивления противника, главным образом в районе никопольского плацдарма. Весной полк в боевых вылетах гне участвовал, а в середине мая был передан в 1-ю воздушную армию 3-го Белорусского фронта. Здесь, в составе полка старший сержант Асеев участвовал в боях за освобождение Белоруссии и Литвы.
К октябрю 1944 года на счету гвардии старшего сержанта Асеева был уже 51 успешный боевой вылет, из них 13 — с воздушными боями. Все атаки вражеских истребителей были отражены, в группе с другими стрелками сбит один самолёт. В наградном листе отмечалось; «Дерзко и решительно отражает атаки вражеских истребителей. Грамотно и умело ведет огонь из своего пулемета по самолётам противника, помогает своему летчику в отыскании целей для подавления».
Приказом по войскам 1-й воздушной армии от 2 ноября 1944 года гвардии старший сержант Асеев Михаил Ильич награждён орденом Славы 3-й степени.
К февралю 1945 года гвардии старший сержант Асеев произвел 75 успешных боевых вылетов, последние 24 вылета — в небе Восточной Пруссии. 10 раз летал на разведку в глубь территории противника на 40-50 км. Так 18 января 1945 года при тяжелых метеоусловиях без прикрытия истребителей в составе экипажа трижды вылетал на разведку войск и выполнение боевой задачи по сопровождению 2-го танкового корпуса в районе севернее города Инстербург. Был представлен к награждению орденом Отечественной войны 2-й степени.
Приказом по войскам 1-й воздушной армии от 7 февраля 1945 года гвардии старший сержант Асеев Михаил Ильич награждён орденом Славы 2-й степени.
В феврале — начале марта 1945 участвовал в 33 успешных боевых вылетах. 19 марта в районе города Хайлигенбайль участвовал в уничтожении тщательно замаскированных противником танков и автомашин, в подавлении зенитного огня. Всего к тому времени на его боевом счету было 108 успешных вылетов. 4 марта был представлен к награждению орденом Славы 1-й степени.
Пока документы ходили по инстанциям, бои по уничтожению Восточно-Прусской группировки противника продолжались. За последние два месяца войны гвардии старший сержант Асеев ещё 32 раза поднимался в небо. Последний боевой вылет совершил 5 мая, в котором летчик произвел 12 заходов на цель, а Асеев огнём из пулемета сжег автомашину. Ко дню Победы довел число своих боевых вылетов до 140. За последние бои был награждён орденом Отечественной войны 2-й степени.
Указом Президиума Верховного Совета СССР от 29 июня 1945 года за образцовое выполнение боевых заданий командования на фронте борьбы с немецкими захватчиками и проявленные при этом доблесть и мужество гвардии старший сержант Асеев Михаил Ильич награждён орденом Славы 1-й степени. Стал полным кавалером ордена Славы.
В мае 1946 старшина Асеев был демобилизован.
Жил в городе Мелитополь Запорожской области. Работал мастером на хлебозаводе. Скончался 5 декабря 1971 года.
Награждён орденами Отечественной войны 2-й степени, Красной Звезды, Славы 1-й, 2-й и 3-й степеней, медалями, в том числе медалью «За оборону Сталинграда».